# Helius melanosoma
Helius melanosoma là một loài ruồi trong họ Limoniidae. Chúng phân bố ở miền Australasia.